# 음력 7월 15일
음력 7월 15일은 음력 7월의 15번째 날이다.

## 사건
- 1597년 - 칠천량 해전 발발.
- 2004년 - 대구 지하철 화재 참사 방화범 김대한이 진주교도소에서 지병으로 사망하다.

## 문화
- 1999년 - 대한민국 정보통신부, 대한민국 이동전화 가입자 2천만 명(국민 2.3명당 1대꼴) 돌파 발표.
- 2000년 - 경의선 탄현역 개통.
- 2014년 - 영화 《명량》이 개봉 12일 만에 1천만 관객 돌파.

## 사망
- 2004년 - 대한민국 대구 지하철 화재 참사 방화범 김대한.

## 기념일, 연중행사
- 백중날(百中)
- 오본(お盆)
- 불교의 하안거 해제일

## 같이 보기
- 음력 360일: 1월 2월 3월 4월 5월 6월 7월 8월 9월 10월 11월 12월
- 전날:7월 14일 다음날:7월 16일 - 전달:6월 15일 다음달:8월 15일
- 양력:7월 15일
- 음력, 윤달